# ロブ・シモンセン
ロブ・シモンセン（Rob Simonsen、1978年3月11日 - ）は、アメリカ合衆国の作曲家。ロブ・サイモンセンとも表記される。
セントルイス出身。南オレゴン大学、オレゴン大学、ポートランド州立大学で学ぶ。主に映画・テレビドラマの音楽を手がけている。また、IPhone 5のCM曲を手掛けている。

## 主なフィルモグラフィ
- 『ウェステンダー 勇者の指輪』 - Westender (2003年)
- 『10日間で彼女の心をうばう方法』 - Management (2008年)
- 『（500）日のサマー』 - (500) Days of Summer (2009年)
- 『ドールハウス』 - Dollhouse (2009年-2010年) テレビドラマ、26話分
- 『ブルーブラッド 〜NYPD家族の絆〜』 - Blue Bloods (2010年) テレビドラマ、4話分
- 『幸せの行方...』 - All Good Things (2010年)
- 『LOL 〜ローラの青春〜』 - LOL (2012年)
- 『最後の1本 ペニス博物館の珍コレクション』 - The Final Member (2012年) ドキュメンタリー映画
- 『エンド・オブ・ザ・ワールド』 - Seeking a Friend for the End of the World (2012年)
- 『いま、輝くときに』 - The Spectacular Now (2013年)
- 『プールサイド・デイズ』 - The Way Way Back (2013年)
- 『45歳からの恋の幕アケ!!』 - The English Teacher (2013年)
- 『WISH I WAS HERE 僕らのいる場所』 - Wish I Was Here (2014年)
- 『フォックスキャッチャー』 - Foxcatcher (2014年)
- 『アデライン、100年目の恋』 - The Age of Adaline (2015年)
- 『ストーンウォール』 - Stonewall (2015年)
- 『二ツ星の料理人』 - Burnt (2015年)
- 『マイ・ビューティフル・デイズ』 - Miss Stevens (2016年)
- 『NERVE/ナーヴ 世界で一番危険なゲーム』 - Nerve (2016年)
- 『ヴァイラル』 - Viral (2016年)
- 『あしたは最高のはじまり』 - Demain tout commence (2016年)
- 『ジーサンズ はじめての強盗』 - Going in Style (2017年)
- 『Gifted/ギフテッド』 - Gifted (2017年)
- 『ハウス・オブ・トゥモロー』 - The House of Tomorrow (2017年)
- 『さよなら、僕のマンハッタン』 - The Only Living Boy in New York (2017年)
- 『THE UPSIDE 最強のふたり』 - The Upside (2017年)
- 『ファーザー・フィギュア』 - Father Figures (2017年)
- 『タリーと私の秘密の時間』 - Tully (2018年)
- 『Love, サイモン 17歳の告白』 - Love, Simon (2018年)
- 『フロントランナー』 - The Front Runner (2018年)
- 『囚われた国家』 - Captive State (2019年)[2]
- 『Our Friend/アワー・フレンド』 - Our Friend (2019年)[3]
- 『ザ・ウェイバック』 - The Way Back (2020年)[4]
- 『スターガール』 - Stargirl (2020年)
- 『ゴーストバスターズ/アフターライフ』 - Ghostbusters: Afterlife (2021年)
- 『アダム&アダム』 - The Adam Project (2022年)
- 『ザ・ホエール』 - The Whale (2023年)[5][6]
- 『デッドプール&ウルヴァリン』 - Deadpool & Wolverine (2024年)
- 『星つなぎのエリオ』 - Elio (2025年)